# Primus
Primus – amerykańska grupa muzyczna wykonująca metal alternatywny z wpływami funky, heavy metalu i rocka. Twórczość Primusa charakteryzują humorystyczne teksty utworów oraz wyeksponowana rola gitary basowej. Zespół między innymi wsławił się nagraniem czołówki do popularnej kreskówki dla dorosłych – South Park.

## Historia zespołu
Primus został założony przez Lesa Claypoola w 1984 w El Sobrante w Kalifornii. W 1996 odszedł z zespołu perkusista Tim Alexander. Jego następcą został wieloletni przyjaciel Primusa, Bryan „Brain” Mantia. W 2000 odszedł z zespołu Brain, a działalność Primusa uległa zawieszeniu. Zespół reaktywował się w 2003. Obecnie perkusistą jest Jay Lane, który był członkiem zespołu przed wydaniem pierwszego albumu, Suck on This.

### Suck on This
Primus zadebiutował koncertową płytą Suck on This. Płytę rozpoczyna fragment utworu „YYZ” kanadyjskiej grupy Rush. Utwory noszą znamiona luźnej, improwizowanej struktury z elementami dysonansu. Rozbudowana kompozycja „Tommy the Cat” zawiera partie solowe na gitarze basowej i perkusji.

### Frizzle Fry
Kolejnym wydawnictwem Frizzle Fry Primus kładł nacisk na kompozycje rozbudowane pod względem formalnym, urozmaicone, przełamujące proste konstrukcje typu refren-zwrotka. Gitara basowa grała pierwszoplanową rolę, uzupełniona o sekcję rytmiczną. Gitara elektryczna oraz wokal były drugoplanowe. Partie wokalne pełniły rolę dodatku wobec tekstów pełnych fikcyjnych postaci, budzących skojarzenia z twórczością Toma Waitsa.
Album Frizzle Fry zawiera improwizowane fragmenty oraz wiele cech wykonania na żywo zaprezentowanego na poprzedniej płycie Suck on This. Utwór „Spagetti Western” cechuje się pierwszoplanową partią perkusji i inspirowaną muzyką psychodeliczną partią gitary elektrycznej. „Harold of the Rocks” utwór został osadzony w tradycji bluesowej. Pierwszy utwór na albumie, „To Defy the Laws of Tradition”, pełni funkcję klamry spinającej wydawnictwo, kompozycja ta powraca na końcu płyty w formie instrumentalnej kody „To Defy”.

### Sailing the Seas of Cheese
Kolejna płyta grupy, Sailing the Seas of Cheese, została zrealizowana z gościnnym udziałem Toma Waitsa w utworze „Tommy the Cat”. Utwór „Fish On” został oparty na wolnym rytmie, z partią solową na gitarze basowej. Tak jak na poprzednim wydawnictwie grupy, pierwszy utwór został wykonany w formie instrumentalnej na końcu płyty.
Nakład Sailing the Seas of Cheese przekroczył 400 000 egzemplarzy. Wkrótce Primus wydał minialbum Miscellenaous derbis zawierającą interpretacje utworów innych wykonawców, takich jak: Peter Gabriel, The Residents czy Pink Floyd.

### Pork Soda
Album Pork Soda charakteryzuje dominująca rola gitary basowej (m.in. utwory „My name is Mud”, „Bob”). Grupa urozmaiciła wykonanie o kontrabas („Mr. Krinkle”) a utwór „The Air is Getting Slippery” oparła o brzmienie banjo. Utwór „Pork Chop’s Little Ditty” występuje na początku i końcu płyty.

### Tales from the Punchbowl i Brown Album
Tales from the Punchbowl oraz Brown Album to płyty, na których kompozycje Primus uległy uproszczeniu. Tales from the Punchbowl zawierał kompozycje charakteryzujące się elementami muzyki country. Wydawnictwo to za sprawą utworu „Wynona’s Big Brown Beaver” przysporzyło zespołowi kłopotów w związku z podejrzeniami aktorki Winony Ryder, jakoby ona miała być główną bohaterką tekstu piosenki. Po wydaniu Tales from the Punchbowl z Primus odszedł dotychczasowy perkusista Tim Alexander, którego zastąpił Bryan „Brain” Mantia.
W zmienionym składzie zespół zrealizował album Brown Album, nagrywany w systemie analogowym.

### Rhinoplasty
Następne wydawnictwo to minialbum Rhinoplasty, zawierający interpretacje utworów m.in. Petera Gabriela, XTC, The Police czy Stanleya Clarka. Całość uzupełniały utwory Primusa w wersji koncertowej („Tommy the Cat” rozszerzone o „The Awakenings”, pochodzące z solowej płyty Claypoola Highball with the Devil).

### Antipop
W składzie z „Brainem” zespół wydał w 1999 roku album zatytułowany Antipop. Jest to pierwszy album Primus, na którym produkcją zajęli się muzycy z zewnątrz (a nie, jak normalnie, Les Claypool), m.in. Fred Durst z Limp Bizkit (utwór „Laquer Head”), Tom Waits („Coattails of a Dead Man”), Tom Morello z Rage Against The Machine („Electric Uncle Sam” i „Mama Didn't Raise No Fool”), Matt Stone („Natural Joe”) oraz Stewart Copeland, były członek The Police („Dirty Drowning Man”). Ponadto gościnnie pojawił się na płycie James Hetfield z Metalliki („Eclectic Electric”). Primus zmienili na tej płycie swoje dotychczasowe brzmienie, gitara elektryczna pełni równorzędną rolę z partiami gitary basowej, brzmienie zwraca się bardziej w kierunku muzyki heavymetalowej.

### Dalsza działalność

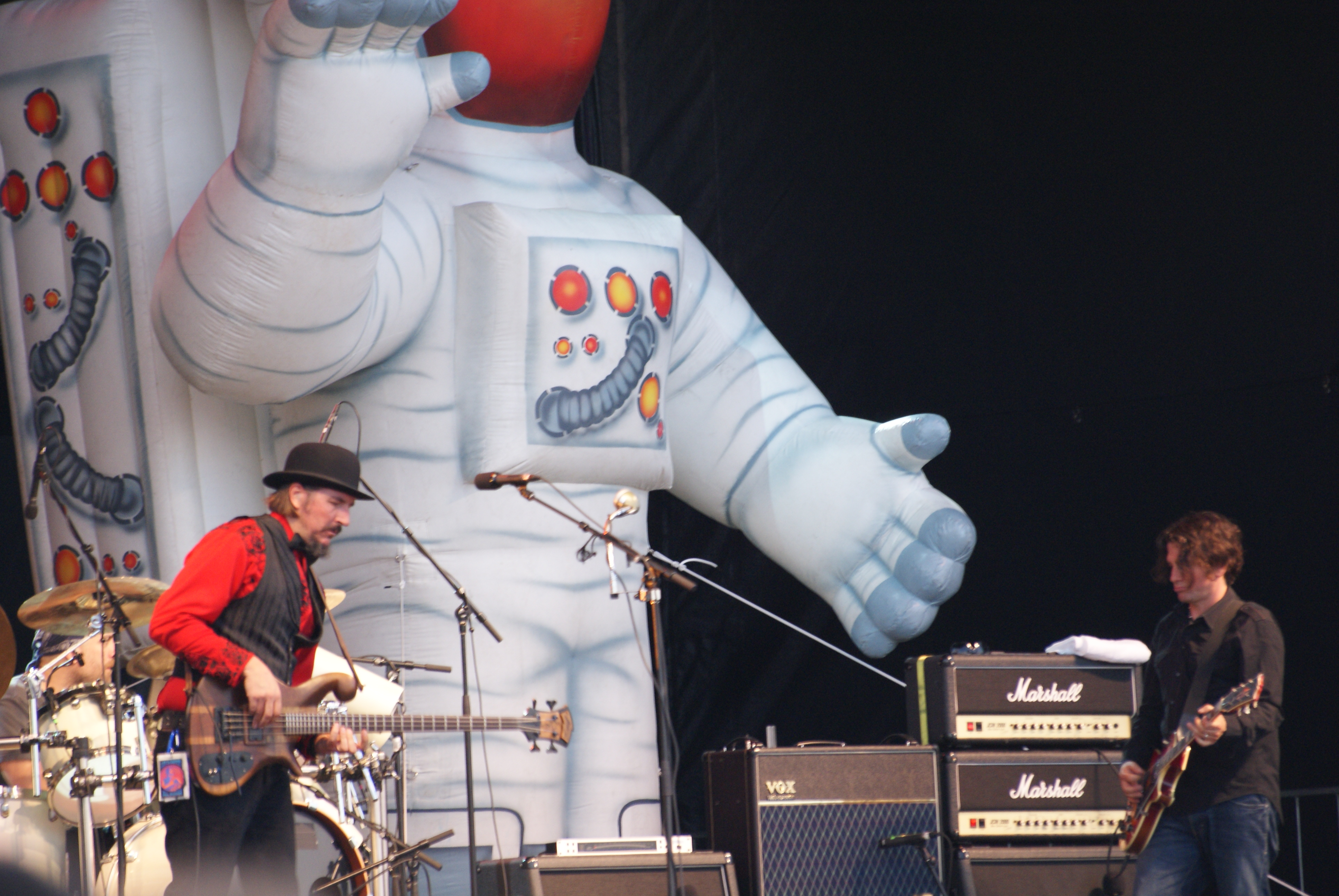
Primus na koncercie 2008 Bluesfest w Ottawie. Od lewej: Tim Alexander, Les Claypool i Larry Lalonde

Po zakończeniu tournée promującego Antipop, Mantia odszedł do Guns N’ Roses, po czym Claypool ogłosił zawieszenie działalności Primus. Basista kontynuował współpracę ze Stewartem Copelandem i Treyem Anastasio – utworzyli razem grupę Oysterhead, która w 2001 wydała płytę The Grand Pecking Order. Pod koniec 2003 Primus odrodził się w oryginalnym składzie z Timem Alexandrem i wydał minialbum Animals Should Not Try to Act Like People w warstwie brzmieniowej powracając do korzeni w stylu Frizzle Fry.
W 2010 pojawiły się informacje, iż na miejsce Tima Alexandra został przyjęty Jay Lane, pojawiły się także zapowiedzi nowego albumu. W nowym składzie zespół wyruszył na światowe tournée. 2 lipca 2011, po raz pierwszy w Polsce, Primus wystąpił w ramach Open’er Festival. We wrześniu grupa wydała album Green Naugahyde.
Członkowie Primus występowali na kilku płytach Toma Waitsa: Bone Machine (Claypool i Brain), Mule Variations (Claypool, Brain i LaLonde), Real Gone (Brain i Claypool), Orphans: Brawlers, Bawlers & Bastards (Brain i Claypool) i Bad As Me (Claypool).

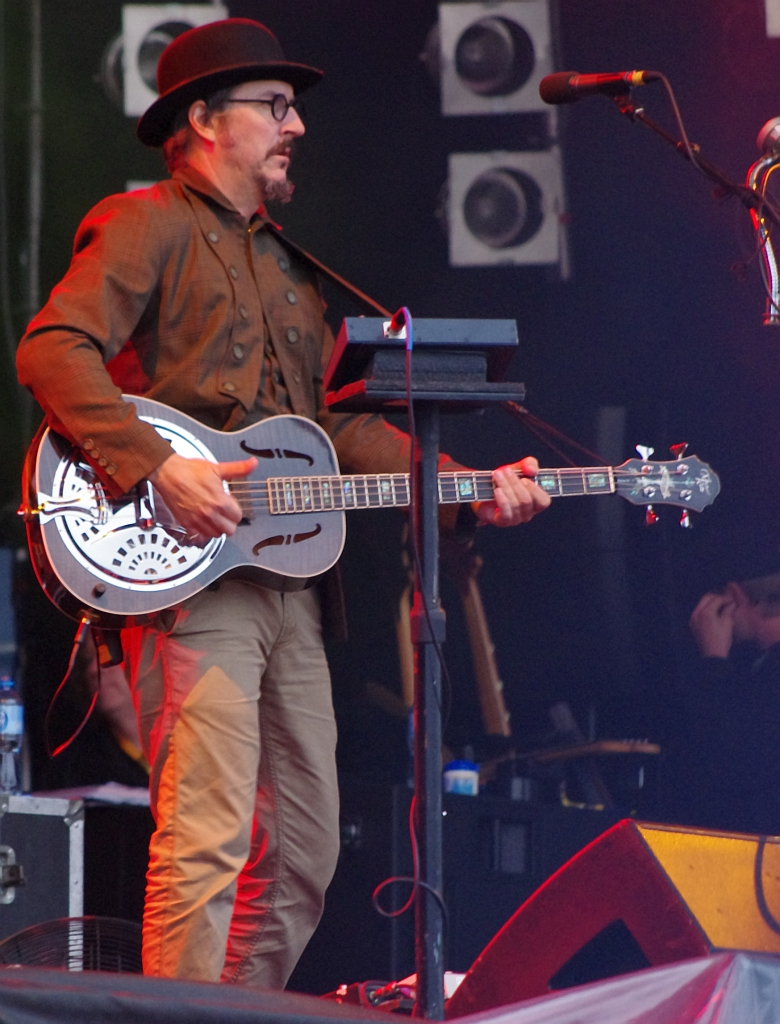
Les Claypool grający na Bayou 4, podczas koncertu Open’er 2011 w Gdyni

## Motywy przewodnie
Kilka motywów przewodnich twórczości Primus:
- okładki ozdobione charakterystycznymi figurkami z modeliny;
- morskie opowieści układające się w cykl utworów: John the Fisherman; Fish On, The Ol Diamondback Sturgeon;
- kulinarne tytuły płyt, wzmocnione o listę utworów nazwanych „le menu” z Tales from the Punchbowl oraz składanki They Can’t All Be Zingers;
- pierwszy utwór na płycie pełniący rolę klamry spinającej całość.

## Muzycy

### Obecny skład zespołu
- Les Claypool – gitara basowa, śpiew (1984–2000, 2003–)
- Larry „Ler” LaLonde – gitara (1989–2000, 2003–)
- John "Hoffer" Hoffman – perkusja (2025–)

### Byli członkowie zespołu
- Todd Huth – gitara elektryczna (1984–1989)
- Vince „Perm” Parker – perkusja (1984)
- Peter Libby – perkusja (1984–1985)
- Robbie Bean – perkusja (1985–1986)
- Tim „Curveball” Wright – perkusja (1986–1988)
- Jay Lane – perkusja (1988, 2010–2013)
- Bryan „Brain” Mantia – perkusja (1996–2000)
- Tim „Herb” Alexander – perkusja (1989–1996, 2003–2010, 2013–2024)

## Dyskografia

### Albumy studyjne
| 1990                           | Frizzle Fry - Data: luty 1990 - Wydawca: Caroline Records/Prawn Song Records                                  | –   | –   | –   | –   | –  | —  |                         |
| 1991                           | Sailing the Seas of Cheese - Data: 14 maja 1991 - Wydawca: Interscope Records                                 | 116 | –   | –   | –   | –  | —  | - RIAA: platynowa płyta |
| 1993                           | Pork Soda - Data: 20 kwietnia 1993 - Wydawca: Interscope Records                                              | 7   | –   | –   | 45  | –  | —  | - RIAA: platynowa płyta |
| 1995                           | Tales from the Punchbowl - Data: 23 maja 1995 - Wydawca: Interscope Records                                   | 8   | –   | 8   | –   | –  | 33 | - RIAA: złota płyta     |
| 1997                           | Brown Album - Data: 8 lipca 1997 - Wydawca: Interscope Records                                                | 21  | 99  | 34  | –   | –  | 14 |                         |
| 1999                           | Antipop - Data: 19 października 1999 - Wydawca: Interscope Records/Prawn Song Records                         | 44  | –   | 33  | –   | –  | 39 |                         |
| 2011                           | Green Naugahyde - Data: 12 września 2011 - Wydawca: ATO Records/Prawn Song Records                            | 15  | 100 | –   | –   | 62 | 21 |                         |
| 2014                           | Primus & the Chocolate Factory with the Fungi Ensemble - Data: 21 października 2014 - Wydawca: ATO/Prawn Song | 17  | –   | 148 | –   | –  | —  |                         |
| 2017                           | The Desaturating Seven - Data: 29 września, 2017 - Wydawca: ATO/Prawn Song                                    | 26  | 97  | 105 | 136 | 59 | —  |                         |
| „—” pozycja nie była notowana. | |     |     |     |     |    |    |                         |

### Minialbumy
| 1991                           | Miscellaneous Debris - Data: 12 marca 1992 - Wydawca: Interscope Records                                               | –   | —  |                     |
| 1998                           | Rhinoplasty - Data: 11 sierpnia 1998 - Wydawca: Interscope Records/Prawn Song Records                                  | 106 | 97 |                     |
| 2003                           | Animals Should Not Try to Act Like People - Data: 7 października 2003 - Wydawca: Interscope Records/Prawn Song Records | 44  | —  | - RIAA: złota płyta |
| 2010                           | June 2010 Rehearsal - Data: 5 sierpnia 2010 - Wydawca: Prawn Song Records                                              | –   | –  |                     |
| „—” pozycja nie była notowana. | |     |    |                     |

### Kompilacje
| Rok  | Tytuł                                                                                | Pozycja na liście |
| Rok  | Tytuł                                                                                | USA               |
| ---- | ------------------------------------------------------------------------------------ | ----------------- |
| 2006 | They Can’t All Be Zingers - Data: 17 października 2006 - Wydawca: Interscope Records | 105               |

### Albumy koncertowe
| Rok  | Tytuł                                                                              |
| ---- | ---------------------------------------------------------------------------------- |
| 1989 | Suck on This - Data: listopada 1989 - Wydawca: Prawn Song Records/Caroline Records |

## Wideografia
| Rok  | Tytuł | Uwagi                   |
| ---- | --- | ----------------------- |
| 1992 | Cheesy Home Video - Data: 12 maja 1992 - Wydawca: Atlantic Records                                                     |                         |
| 2003 | Animals Should Not Try to Act Like People - Data: 7 października 2003 - Wydawca: Interscope Records/Prawn Song Records | - RIAA: platynowa płyta |
| 2004 | Hallucino-Genetics - Data: 16 listopada 2004 - Wydawca: Prawn Song Records                                             | - RIAA: złota płyta     |
| 2006 | Blame It on the Fish - Data: 17 października 2006 - Wydawca: Prawn Song Records                                        |                         |

## Teledyski
| Rok  | Tytuł                            | Reżyseria      |
| ---- | -------------------------------- | -------------- |
| 1990 | „John the Fisherman”             | Mark Kohr      |
| 1990 | „Too Many Puppies”               | Kevin Kerslake |
| 1991 | „Jerry Was a Race Car Driver”    | Mark Kohr      |
| 1991 | „Tommy the Cat”                  | Mark Kohr      |
| 1993 | „My Name Is Mud”                 | Mark Kohr      |
| 1993 | „DMV”                            | Mark Kohr      |
| 1993 | „Mr. Krinkle”                    | Mark Kohr      |
| 1995 | „Wynona's Big Brown Beaver”      | Les Claypool   |
| 1995 | „Southbound Pachyderm”           | Les Claypool   |
| 1996 | „The Devil Went Down to Georgia” | Mike Johnson   |
| 1997 | „Shake Hands With Beef”          | Les Claypool   |
| 1997 | „Over the Falls”                 | Les Claypool   |
| 1999 | „Lacquer Head”                   | Les Claypool   |
| 2011 | „Tragedy's A'Comin”              | Les Claypool   |
| 2017 | ''The Seven''                    | Jason Shevchuk |